# Big King

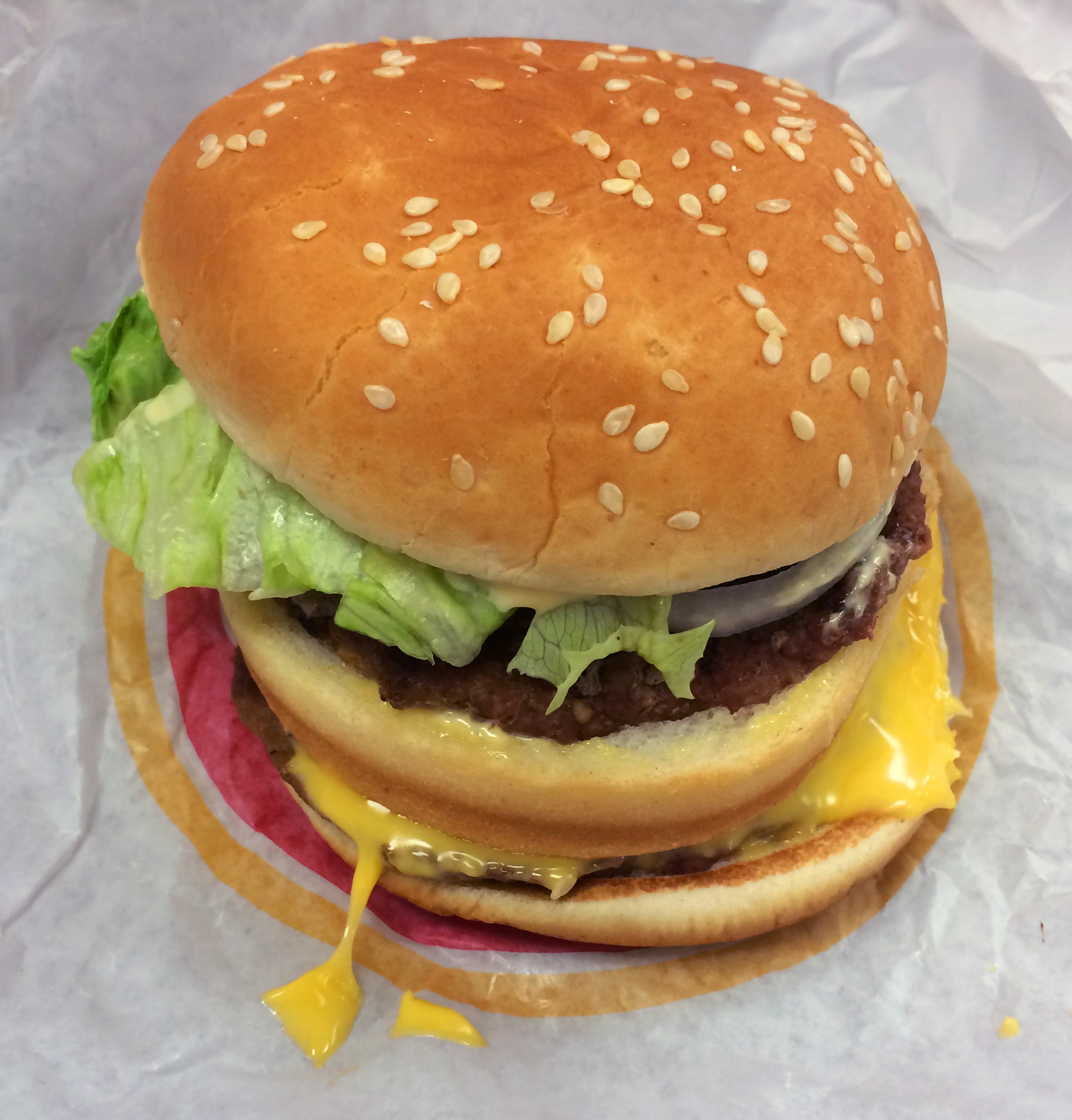
Big King

El Big King es una hamburguesa comercializada por la cadena de restaurantes de comida rápida Burger King. Suele contener entre las rodajas de pan, dos porciones de carne asadas, hojas de lechuga, queso, aros de cebolla, unas rodajas de pepinillos en vinagre condimentado con eneldo y la salsa King (patentada por Burger King). 
Existe una variante de la Big King llamada Big King XXL, igual a la Big King convencional pero aumentando el tamaño.
Desde finales de 2013 en Estados Unidos y octubre 2014 en España, se incorporó a la receta una rodaja de pan central, lo que la hace muy similar a un Big Mac de McDonald's y generó críticas por parte de quienes creen que se ha convertido en un plagio de éstos, aunque Burger King lo niega y McDonald's no ha hecho comentarios al respecto. 

## Variantes del Big King
El Big King se diseñó originariamente idéntico a la versión del McDonald's denominada Big Mac. Posteriormente fue reformulado como una hamburguesa doble estándar.
- El Big King
- Big King de Pollo
- El Big King XXL